# Café A Brasileira (Braga)

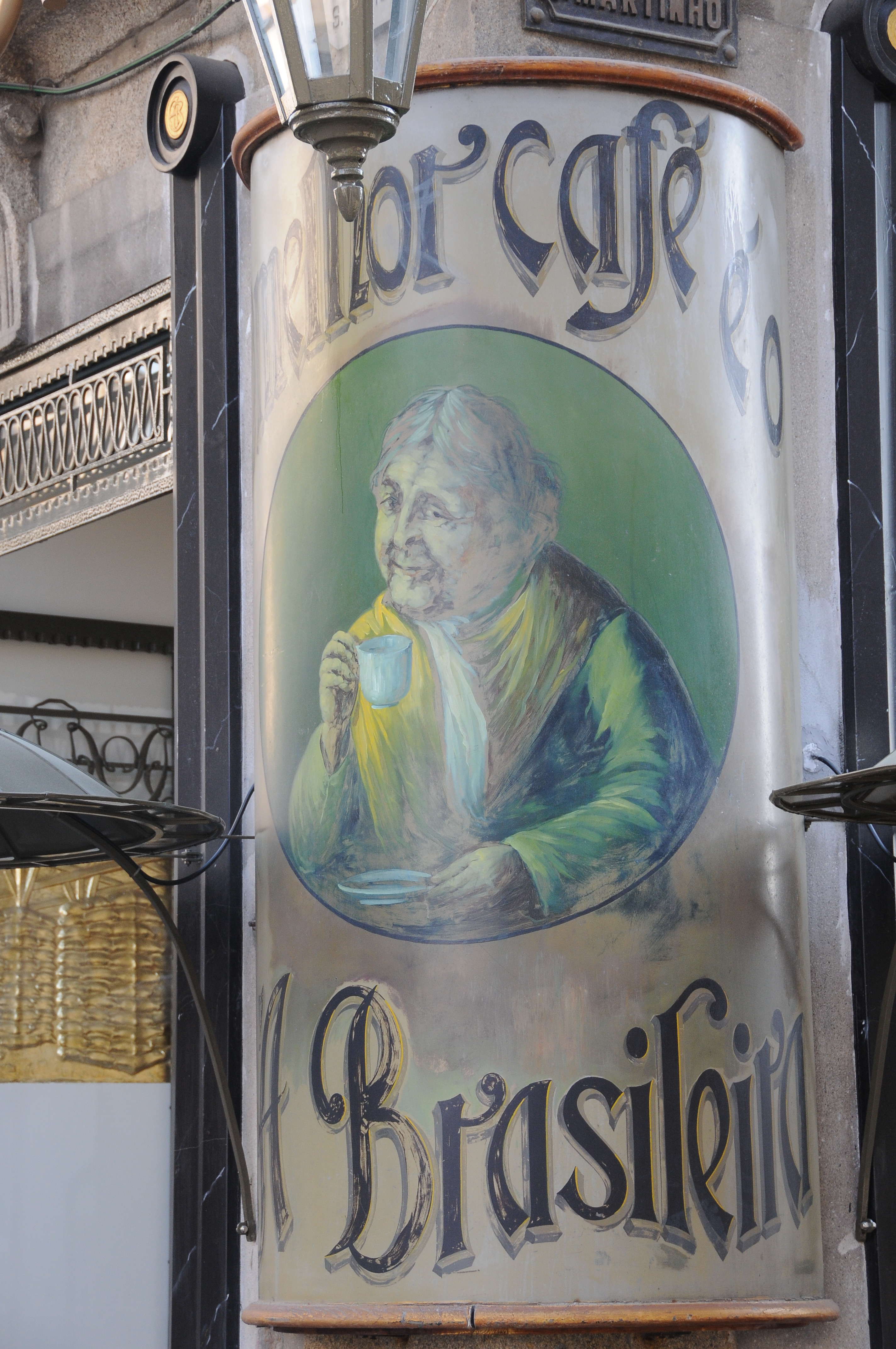

O Café A Brasileira é um dos mais emblemáticos cafés da cidade de Braga, em Portugal, localizado no Largo Barão de São Martinho, em pleno centro histórico da cidade.

## História
O estabelecimento foi fundado por Adriano Soares Teles do Vale, nascido em Alvarenga (Arouca), concelho de Arouca, da Área Metropolitana do Porto, na Casa de Cimo d'Aldeia, que, ainda jovem, emigrou para o Brasil. Era pai de Inocêncio Galvão Teles. No Brasil, dedicou-se ao negócio do café, com o que enriqueceu nos finais do século XIX. Casou no Brasil com uma filha de fazendeiros do Estado de Minas Gerais, onde se dedicou à fundação de um estabelecimento comercial inicialmente chamado "Ao preço fixo", que incluía também casa de câmbios, e à produção agrícola, em particular de café, que importou para Portugal e, regressando a Portugal por motivos de saúde da primeira mulher, que acabaria por cá falecer, criou uma rede de pontos de venda do café que produzia e importava do Brasil: as famosas "Brasileiras", espalhadas por Lisboa (Chiado e Rossio), Porto, Braga, Aveiro, Coimbra e Sevilha. Adriano Teles foi também um homem de cultura, com interesse pela música e pela pintura. Fundou a Banda de Alvarenga, financiando a compra dos seus primeiros instrumentos, e fez, da Brasileira do Chiado, o primeiro museu de arte moderna em Lisboa. No Brasil, ainda no séc. XIX, teve ainda passagem pela imprensa e pela política, tendo sido Vereador da Câmara da cidade onde casara e se estabelecera.
Em 2004, foi comprado por Armindo Pinheiro, originário da Ponte da Barca, que ganhou o gosto pelo negócio da restauração nos quase 30 anos em que permaneceu emigrado no Brasil, onde ainda hoje tem algumas "lanchonetes" no Rio de Janeiro. O café foi alvo de importantes obras de restauro e modernização entre Setembro de 2008 e Março de 2009, mantendo a traça original. Actualmente é gerido pelas filhas do investidor.